# Bandido (La Bionda)
Bandido è il quarto album musicale dei fratelli La Bionda.

## Tracce
1. Deserts of Mars  (A.&C. La Bionda-R.W. Palmer-James)
2. Welcome home  (A.&C. La Bionda-R.W. Palmer-James)
3. Moonlight palais (A.&C. La Bionda-C.Ricaneck-R.W. Palmer-James)
4. Baby make love (A.&C. La Bionda-R.W. Palmer-James)
5. Bandido (A.&C. La Bionda-R.W. Palmer-James)
6. Black and white (A.&C. La Bionda-R.W. Palmer-James)
7. Never gonna let you go (A.&C. La Bionda-R.W. Palmer-James)
8. Will she or won't she (A.&C. La Bionda-T.Baldursson-R.W. Palmer-James)